# Municipio de Summit (condado de Marion, Kansas)
El municipio de Summit (en inglés, Summit Township) es un municipio del condado de Marion, Kansas, Estados Unidos. Tiene una población estimada, a mediados de 2022, de 65 habitantes.
Abarca una zona exclusivamente rural.

## Geografía
Está ubicado en las coordenadas 38°7′16″N 96°59′43″O / 38.12111, -96.99528. Según la Oficina del Censo de los Estados Unidos, tiene una superficie total de 93.3 km², de la cual 92.9 km² corresponden a tierra firme y 0.4 km² están cubiertos de agua.

## Demografía
Según el censo de 2010, en ese momento había 80 personas residiendo en la zona. La densidad de población era de 0.86 hab./km². La totalidad de los habitantes eran blancos. No había hispanos o latinos viviendo en la región.